# تقصير (قانون)
التقصير في القانون هو التأخر في فعل شيء يتطلبه القانون أو الظهور في الوقت المطلوب في الإجراءات القانونية
في أمريكا على سبيل المثال عندما أبى المدعى عليه في تقديم مرافعته التي تتضمن رداً على ما جاء في مرافعة الطرف الآخر(المدعي) في الوقت والمدة المسموح له بها مما أدى إلى حرمانه وفقدانه لحقه بتقديم تلك المرافعة وتقديم الردود والدفوع فيقتصر دور المحكمة في نظر ما جاء في مرافعة الطرف. 
الذي تقدم بها. فإن المدعي الذي طالب بالتعويض ولم يحكم له بذلك قد يطلب الحكم له بمبلغ (جبرا لما أصابه من ضرر) ويشكل تعويضاً له بذلك.. وللمحكمة أن تبدأ في
.إصدار الحكم على الفوربعد الانتهاء من أدوار المحاكمة
يحق للمدعي طلب تأخير إصدار الحكم والفصل في الدعوى بناء على طلب على أن يطلب المدعي مدة أو مهلة بطلباته النهائية وللمدعى عليه حق في تقديم تلك الطلبات ضمن مهلة معينة يحددها القانون إذا لم يقدم المدعي بطلب لتأخير إصدار حكم يحق للمدعي طلب من المحكمة الحكم له ولصالحه بكل ما جاء في لائحة الدعوى والحكم بطلباته النهائية ويكون هذا الحكم ابتدائي أي أنه ليس قطعي أي أنه قابلاً للطعن حسب طرق الطعن المنصوص عليها في تلك الدولة.